# 2007-es Copa América (döntő)
A 2007-es Copa América döntőjét a maracaiboi Estadio José Pachencho Romero stadionban játszották 2007. július 15-én. A mérkőzés győztese nyerte a 42. Copa Américát. Az egyik résztvevő a címvédő Brazília volt, ellenfele pedig az argentin válogatott. A mérkőzést a brazil csapat nyerte 3–0-ra, és történetében nyolcadszor nyerte meg a dél-amerikai kontinenstornát.
A győztes részt vett a 2009-es konföderációs kupán.

## Út a döntőig
| Csapat   | M | Gy | D | V | G+ | G– | Gk | P |
| -------- | - | -- | - | - | -- | -- | -- | - |
| Mexikó   | 3 | 2  | 1 | 0 | 4  | 1  | +3 | 7 |
| Brazília | 3 | 2  | 0 | 1 | 4  | 2  | +2 | 6 |
| Chile    | 3 | 1  | 1 | 1 | 3  | 5  | –2 | 4 |
| Ecuador  | 3 | 0  | 0 | 3 | 3  | 6  | –3 | 0 |

| Csapat           | M | Gy | D | V | G+ | G– | Gk | P |
| ---------------- | - | -- | - | - | -- | -- | -- | - |
| Argentína        | 3 | 3  | 0 | 0 | 9  | 3  | +6 | 9 |
| Paraguay         | 3 | 2  | 0 | 1 | 8  | 2  | +6 | 6 |
| Kolumbia         | 3 | 1  | 0 | 2 | 3  | 9  | –6 | 3 |
| Egyesült Államok | 3 | 0  | 0 | 3 | 2  | 8  | –6 | 0 |

## Mérkőzés
| 2007. július 15. 17:05 (UTC–4) |

| Brazília                                | 3–0               | Argentína |
| --------------------------------------- | ----------------- | --------- |
| Baptista 4' Ayala 40' (öngól) Alves 69' | (2–0) Jegyzőkönyv |           |

| Estadio José Pachencho Romero, Maracaibo Nézőszám: 40 000 Játékvezető: Carlos Amarilla (paraguayi) |

| Brazília | Argentína |

| BRAZÍLIA:            |    |                |     |     |
|                      |    |                |     |     |
| GK                   | 12 | Doni           | 51' |     |
| DF                   | 4  | Juan           |     |     |
| DF                   | 2  | Maicon         |     |     |
| DF                   | 6  | Gilberto Melo  | 54' |     |
| DF                   | 3  | Alex           | 37' |     |
| MF                   | 5  | Mineiro        |     |     |
| MF                   | 17 | Josué          | 82' |     |
| MF                   | 7  | Elano          |     | 34' |
| MF                   | 19 | Júlio Baptista | 68' |     |
| FW                   | 11 | Robinho        |     | 90' |
| FW                   | 9  | Vágner Love    |     | 90' |
| Cserék:              |    |                |     |     |
| DF                   | 13 | Daniel Alves   |     | 34' |
| MF                   | 18 | Fernando       |     | 90' |
| FW                   | 10 | Diego          |     | 90' |
| Szövetségi kapitány: |    |                |     |     |
| Dunga                |    |                |     |     |

| ARGENTÍNA:           |    |                       |     |     |
|                      |    |                       |     |     |
| GK                   | 1  | Roberto Abbondanzieri |     |     |
| DF                   | 8  | Javier Zanetti        |     |     |
| DF                   | 6  | Gabriel Heinze        |     |     |
| DF                   | 2  | Roberto Ayala         |     |     |
| DF                   | 15 | Gabriel Milito        |     |     |
| MF                   | 10 | Juan Román Riquelme   |     |     |
| MF                   | 19 | Esteban Cambiasso     |     | 59' |
| MF                   | 14 | Javier Mascherano     | 44' |     |
| MF                   | 20 | Juan Sebastián Verón  |     | 67' |
| FW                   | 18 | Lionel Messi          |     |     |
| FW                   | 11 | Carlos Tévez          | 75' |     |
| Cserék:              |    |                       |     |     |
| MF                   | 16 | Pablo Aimar           |     | 59' |
| MF                   | 13 | Lucho González        |     | 67' |
| Szövetségi kapitány: |    |                       |     |     |
| Alfio Basile         |    |                       |     |     |

| A 2007-es Copa América győztese |
| ------------------------------- |
| BRAZÍLIA 8. cím                 |